# Dubmatique
Cet article concerne le groupe de musique. Pour l'album du groupe de musique Dubmatique, voir Dubmatique (album).
Dubmatique est un groupe de hip-hop canadien, formé dans les années 90, originaire de Montréal, au Québec. Dubmatique est souvent considéré comme l'un des piliers du rap québécois, ayant ouvert la porte à une nouvelle génération d'artistes. Dans cette catégorie, il est le seul groupe à avoir un disque certifié platine.

## Biographie

### Formation, débuts, et percée musicale
Vers la fin des années 1980, rappeurs Disoul et OTMC font connaissance au Sénégal. Disoul part pour Montréal en 1991, et devient co-animateur de l'émission radio Dubmatique, qui devient éventuellement le nom du groupe. OTMC arrive à Montréal vers le milieu des années 1990, et éventuellement participe au projet. Ils sont aussi invités pour un freestyle sur la mixtape nommée Tape 9-Too Leust de Cut Killer. Les deux rappeurs font  la connaissance de Dj Choice qui s'ajoute au duo. Le groupe connaît beaucoup de succès dans les bars locaux grâce à leurs prestations. Ils participent à deux lancements de l’album du groupe français Alliance Ethnik intitulé Simple et funky et à la trame sonore du film La Haine, qui feront fureur au Québec. Ils gagnent dans la catégorie « Groupe hip-hop de l’année » au Gala MIMI. Ils finiront l’été avec un grand spectacle aux FrancoFolies de Montréal où leur persévérance et leur base de supporteur est remarquée.
En 1997, ils publient leur premier album, intitulé La force de comprendre, sur le marché québécois. Il est certifié disque platine et se vend à plus de 150 000 exemplaires,. Grâce à plusieurs singles et vidéoclips, pour Soul Pleureur, La force de comprendre et Plus rien n’est pareil, ils atteignent le top du palmarès à la radio commerciale et dans les stations télévisées de vidéoclips. À la sortie de l’album, la critique est unanime sur la qualité des textes et de la production. Le groupe entame ainsi une tournée de plus de 150 spectacles au Québec. On retrouve sur l’album des collaborations avec des grands rappeurs français, tels que Ménélik et 2 Bal. Dubmatique devient un des groupes le plus médiatisé. Au gala de l’Adisq, ils sont en nominations pour deux Prix Félix, soit dans les catégories « Groupe de l’année » et « Révélation de l’année ». Le groupe remporte le prix de l’« Album rock alternatif de l’année », la catégorie hip-hop n’existant pas à cette époque à l’Adisq. Le succès continue, jusqu’en 1998, où ils gagnent le Félix dans la catégorie du « Groupe de l’année », ainsi que des nominations dans les catégories « Spectacle de l’année » et « Meilleur vendeur ». Du côté du Canada anglophone, Dubmatique sont en nomination pour les Prix Juno dans la catégorie « Meilleur album vendeur francophone ». De plus, ils remportent un Muchmusic Video Awards pour le « Meilleur vidéoclip francophone ». Depuis, Dubmatique est considéré comme le premier grand groupe hip-hop québécois et son album La force de comprendre est le plus gros vendeur de sa catégorie.

### Succès subséquent
Leur deuxième album éponyme, Dubmatique, est publié en 1999. Ils lancent les singles et les vidéoclips pour La vie est si fragile avec le violoniste Ashley MacIsaac et Mémoires qui eux aussi atteignent le top du palmarès auprès des radios commerciales et des stations télé de vidéoclips. L’album est certifié disque d'or et vent 35 000 exemplaires en une semaine,,. Sur cet album, Dubmatique collabore avec des membres du groupe français IAM. Shurik’n participe à la chanson L’Avenir, et La Force de comprendre du premier album est quant à elle remixée par Akhenaton. Des artistes montréalais, tels que El Winner de Latitude Nord, D-Shade de Shades of Culture et Mr. Len participent à ce deuxième album. Ce dernier est bien reçu par la critique et maintient Dubmatique au top du hip-hop québécois. Le groupe continue les grosses tournées et à remplir les salles de spectacles du Québec. Au gala de l'Adisq, ils gagnent le Prix Félix de l’«Album Hip-Hop de l’année» et ils sont en nomination pour le « Groupe de l’année ». Ils gagneront aussi au Gala SOBA deux Sound of Blackness Awards pour « Meilleur groupe de l'année » et « Meilleur groupe hip-hop francophone ».
DJ Choice ne participe pas à la production du troisième album Influences. Disoul et OTMC travaillent avec plusieurs producteurs reconnus comme Sonny Black, Jaynaz, Ray Ray et Stéphane Dufour. En 2001, ils publient l’album Influences. Ragga Dub et Sexcite-moi, en collaboration avec le chanteur rock Éric Lapointe, ont été les singles et vidéoclips choisis pour l’album. Le groupe continue à se démarquer au top du palmarès. Ils gagnent le Félix de « Album hip-hop de l’année ». Le disque est annoté pour être la première apparition de l'artiste Corneille sur un projet professionnel.

### Séparation et réunion
En 2001, OTMC produit la compilation Rap/RnB Procès verbal., En 2004, le label Tox sort la compilation Mémoires qui contient tous leurs succès, ainsi que d'autres chansons. Par la suite, Disoul et OTMC se lancent dans des projets solos. En 2005, Disoul se fait appeler par son nom, soit Jérôme-Philippe et il sort un album éponyme où il mélange le rap avec le chant. OTMC quant à lui, suivra en 2006 avec un album hip-hop, produit avec des instruments acoustiques, nommé Sincérité volontaire. Leurs chansons respectives joueront assez bien dans les stations de radios au Québec.
En 2008, un groupe créé par un fan apparaît sur Facebook pour réunir Dubmatique et plus de 50 000 fans s’y abonnent. Ce qui motive OTMC et Disoul à refaire un album. C’est ainsi qu’en 2009, ils lancent Trait d’union. DJ Choice participe aussi à la production de la chanson Patience en collaboration avec Sir Pathetik, Imposs et John John. Des chanteurs de renom, tels Barnev Valsaint, Jennifer Silencieux et Mike Coriolan participent aussi à Trait d’union. Avec les singles et vidéoclips pour La Vibe et Cold World, ils reçoivent une excellente diffusion et sont en demande. Le festival des FrancoFolies de Montréal organise leur spectacle réunion.
Le groupe met fin à ses activités en 2010. Disoul et OTMC se séparent pour travailler dans le secteur privé. En 2019, le groupe reçoit le prix classique pour leur chanson Soul Pleureur au gala de la Socan.

## Distinctions
- 1995 : Le Gala MIMI - Prix Mimi - Gagnant : Meilleur groupe hip-hop de l'année
- 1997 : Gala de l'Adisq : Prix Félix - Gagnant : Album de l'année - Rock alternatif (le Gala de l'Adisq n'avait pas encore de section Hip Hop)
- 1997 : Gala de l'Adisq : Prix Félix - Nomination :  Groupe de l'année
- 1997 : Gala de l'Adisq : Prix Félix - Nomination : Révélation de l'année
- 1998 : Gala de l'Adisq : Prix Félix - Gagnant : Groupe de l'année
- 1998 : Gala de l'Adisq : Prix Félix - Nomination :  Spectacle de l'année - Auteur-compositeur-interprète
- 1998 : Gala de l'Adisq : Prix Félix - Nomination : Album de l'année - Meilleur vendeur
- 1998 : Prix Juno - Nomination : Meilleur Album Vendeur Francophone
- 1998 : MuchMusic Video Awards - MuchMusic Video Awards - Gagnant : Meilleur vidéo-clip francophone
- 1999 : Gala de l'Adisq - Prix Félix - Gagnant : Album de l'année - hip-hop
- 1999 : Gala de l'Adisq : Prix Félix - Nomination : Groupe de l'année
- 1999 : Gala SOBA - Sound of Blackness Award - Gagnant : Meilleur groupe de l'année
- 1999 : Gala SOBA - Sound of Blackness Award - Gagnant : Meilleur groupe hip-hop francophone
- 2002 : Gala de l'Adisq - Prix Félix - Gagnant : Album de l'année - hip-hop
- 2019 : Gala de la SOCAN  -  Gagnant : Prix Classique pour la chanson Soul Pleureur

## Discographie

### Collaborations
- 1994 : Cut Killer - Tape 9-Too Leust : Freestyle
- 1999 : Cut Killer - Freestyle Canada : Freestyle
- 2010 : Online - Everest - Superstar[31]